# Coppa Italia 1973-1974
La Coppa Italia 1973-1974 fu la 27ª edizione della manifestazione calcistica. Iniziò il 29 agosto 1973 e si concluse il 23 maggio 1974. Il torneo fu vinto dal Bologna, al suo secondo titolo.
La prima fase della competizione, disputata nel precampionato come oramai tradizione, fu fatale al Torino e alla Fiorentina, quest'ultima estromessa dal Palermo. La calendarizzazione della seconda fase nel corso della stagione, onde poter concludere in tempo in vista del Mondiale, favorì le outsiders con le Grandi impegnate ad inseguire più prestigiosi traguardi nazionali ed internazionali. Fu così che proprio i siciliani, che militavano in Serie B, si qualificarono insieme al Bologna ad una finale inedita. A Roma la gara si chiuse in parità dopo centoventi minuti di gioco, con un contestato rigore realizzato dal Bologna al 90' e la lotteria dei rigori, anche qui non prive di contestazioni da parte del Palermo, che premiò gli emiliani, i quali si aggiudicarono così la loro seconda coppa meritatamente.

## Primo turno

### Girone 1
| Squadra     | P.ti | G | V | N | P | GF | GS | DR  |
| ----------- | ---- | - | - | - | - | -- | -- | --- |
| 1. Juventus | 8    | 4 | 4 | 0 | 0 | 13 | 1  | +12 |
| 2. SPAL     | 6    | 4 | 3 | 0 | 1 | 7  | 8  | -1  |
| 3. Ascoli   | 4    | 4 | 2 | 0 | 2 | 4  | 5  | -1  |
| 4. Foggia   | 1    | 4 | 0 | 1 | 3 | 0  | 3  | -3  |
| 5. Arezzo   | 1    | 4 | 0 | 1 | 3 | 2  | 9  | -7  |

| Arbitro: | Lazzaroni (Milano) |

|                                |           |                                   |
| Vallongo 7’ (rig.) Mujesan 79’ | Marcatori | 19’, 60’ Pezzato 40’, 70’ Vecchiè |

| Arbitro: | Gialluisi (Barletta) |

|                                |           |               |
| Anastasi 21’, 62’ Altafini 68’ | Marcatori | 88’ Carnevali |

| Arbitro: | Ciacci (Firenze) |

|             |           |  |
| Vezzoso 77’ | Marcatori |  |

| Arbitro: | Gussoni (Tradate) |

|  |           |                                                   |
|  | Marcatori | 18’, 76’ (rig.) Cuccureddu 58’, 80’, 87’ Anastasi |

| Arbitro: | Torelli (Milano) |

|              |           |  |
| Colautti 45’ | Marcatori |  |

| Arbitro: | Cantelli (Firenze) |

|  |           |                    |
|  | Marcatori | 42’ (aut.) Liguori |

| Arezzo 16 settembre 1973, ore 17:00 CEST 4ª giornata | Arezzo           | 0 – 0 referto | Foggia | Stadio Comunale\| Arbitro: \| Benedetti (Roma) \| |
| Arbitro:                                             | Benedetti (Roma) |               |        |                                                   |

| Arbitro: | Lenardon (Siena) |

|                       |           |                     |
| Donati 2’ Pezzato 68’ | Marcatori | 78’ (rig.) Colautti |

| Arbitro: | Lupi (Genova) |

|  |           |            |
|  | Marcatori | 9’ Pezzato |

| Arbitro: | Trinchieri (Reggio Emilia) |

|                                                     |           |  |
| Furino 27’ Anastasi 30’ Altafini 52’ Cuccureddu 68’ | Marcatori |  |

### Girone 2
| Squadra    | P.ti | G | V | N | P | GF | GS | DR |
| ---------- | ---- | - | - | - | - | -- | -- | -- |
| 1. Lazio   | 5    | 4 | 2 | 1 | 1 | 7  | 2  | +5 |
| 2. Brescia | 5    | 4 | 1 | 3 | 0 | 5  | 3  | +2 |
| 3. Varese  | 4    | 4 | 1 | 2 | 1 | 4  | 4  | 0  |
| 4. Roma    | 4    | 4 | 0 | 4 | 0 | 1  | 1  | 0  |
| 5. Novara  | 2    | 4 | 0 | 2 | 2 | 1  | 8  | -7 |

| Arbitro: | Levrero (Genova) |

|           |           |  |
| Facco 32’ | Marcatori |  |

| Arbitro: | V.Lattanzi (Roma) |

|          |           |                 |
| Enzo 42’ | Marcatori | 26’ Cinquepalmi |

| Arbitro: | Toselli (Cormons) |

|                   |           |  |
| Bellotto 46’, 53’ | Marcatori |  |

| Novara 2 settembre 1973, ore 17:30 CEST 2ª giornata | Novara               | 0 – 0 referto | Roma | Stadio Comunale\| Arbitro: \| Barbaresco (Cormons) \| |
| Arbitro:                                            | Barbaresco (Cormons) |               |      |                                                       |

| Arbitro: | Agnolin (Bassano del Grappa) |

|                             |           |                       |
| Bertuzzo 25’ Del Favero 78’ | Marcatori | 42’ Libera 61’ Bonafè |

| Roma 9 settembre 1973, ore 21:00 CEST 3ª giornata | Roma              | 0 – 0 referto | Lazio | Stadio Olimpico\| Arbitro: \| Gussoni (Tradate) \| |
| Arbitro:                                          | Gussoni (Tradate) |               |       |                                                    |

| Roma 16 settembre 1973, ore 21:00 CEST 4ª giornata | Roma             | 0 – 0 referto | Brescia | Stadio Olimpico\| Arbitro: \| Ciacci (Firenze) \| |
| Arbitro:                                           | Ciacci (Firenze) |               |         |                                                   |

| Arbitro: | Andreoli (Padova) |

|            |           |  |
| Fusaro 25’ | Marcatori |  |

| Arbitro: | Panzino (Catanzaro) |

|                                                                  |           |  |
| Chinaglia 40’, 51’ Garlaschelli 54’, 81’ Martini 44’ Mazzola 88’ | Marcatori |  |

| Arbitro: | Gonella (Torino) |

|             |           |                |
| Calloni 52’ | Marcatori | 28’ Cappellini |

### Girone 3
| Squadra       | P.ti | G | V | N | P | GF | GS | DR |
| ------------- | ---- | - | - | - | - | -- | -- | -- |
| 1. Palermo    | 6    | 4 | 2 | 2 | 0 | 4  | 1  | +3 |
| 2. Bari       | 5    | 4 | 1 | 3 | 0 | 6  | 4  | +2 |
| 3. Fiorentina | 4    | 4 | 1 | 2 | 1 | 7  | 5  | +2 |
| 4. Verona     | 3    | 4 | 1 | 2 | 1 | 4  | 4  | 0  |
| 5. Perugia    | 1    | 4 | 0 | 1 | 3 | 2  | 9  | -7 |

| Arbitro: | Panzino (Catanzaro) |

|                         |           |  |
| La Rosa 54’ Mariani 79’ | Marcatori |  |

| Arbitro: | Trinchieri (Reggio Emilia) |

|            |           |              |
| Scarpa 39’ | Marcatori | 88’ Sigarini |

| Arbitro: | Gussoni (Tradate) |

|              |           |             |
| Scarrone 63’ | Marcatori | 70’ La Rosa |

| Arbitro: | Menegali (Roma) |

|             |           |                  |
| Busatta 52’ | Marcatori | 10’ (rig.) Merlo |

| Arbitro: | Mascali (Desenzano del Garda) |

|                               |           |                   |
| Merlo 12’ (rig.) De Sisti 62’ | Marcatori | 13’, 55’ Scarrone |

| Arbitro: | Martinelli (Catanzaro) |

|           |           |                                           |
| Urban 37’ | Marcatori | 31’ (aut.) Baiardo 70’ Zigoni 83’ Busatta |

| Bari 16 settembre 1973 4ª giornata | Bari | 2 – 0 (tav.) | Verona |  |

| Arbitro: | Vannucchi (Bologna) |

|          |           |  |
| Pepe 44’ | Marcatori |  |

| Arbitro: | Moretto (San Donà di Piave) |

|                                                  |           |  |
| Desolati 21’ Saltutti 23’ Caso 43’ Antognoni 82’ | Marcatori |  |

| Verona 23 settembre 1973, ore 16:30 CEST 5ª giornata | Verona          | 0 – 0 referto | Palermo | Stadio Marcantonio Bentegodi\| Arbitro: \| Serafino (Roma) \| |
| Arbitro:                                             | Serafino (Roma) |               |         |                                                               |

### Girone 4
| Squadra      | P.ti | G | V | N | P | GF | GS | DR |
| ------------ | ---- | - | - | - | - | -- | -- | -- |
| 1. Inter     | 7    | 4 | 3 | 1 | 0 | 11 | 3  | +8 |
| 2. Sampdoria | 4    | 4 | 1 | 2 | 1 | 3  | 4  | -1 |
| 3. Como      | 3    | 4 | 0 | 3 | 1 | 2  | 3  | -1 |
| 4. Parma     | 3    | 4 | 1 | 1 | 2 | 3  | 5  | -2 |
| 5. Catania   | 3    | 4 | 1 | 1 | 2 | 2  | 6  | -4 |

| Arbitro: | Lenardon (Siena) |

|                              |           |  |
| Boninsegna 2’, 16’, 39’, 86’ | Marcatori |  |

| Genova 29 agosto 1973, ore 21:00 CEST 1ª giornata | Sampdoria     | 0 – 0 referto | Como | Stadio Luigi Ferraris\| Arbitro: \| Prati (Parma) \| |
| Arbitro:                                          | Prati (Parma) |               |      |                                                      |

| Arbitro: | Reggiani (Bologna) |

|            |           |                     |
| Casone 71’ | Marcatori | 89’ (aut.) Correnti |

| Arbitro: | Menicucci (Firenze) |

|           |           |  |
| Volpi 64’ | Marcatori |  |

| Arbitro: | Levrero (Genova) |

|             |           |           |
| Pozzato 64’ | Marcatori | 85’ Volpi |

| Arbitro: | Michelotti (Parma) |

|                    |           |                                         |
| Improta 71’ (rig.) | Marcatori | 12’ Mazzola 40’ Scala 67’ (aut.) Santin |

| Arbitro: | Schena (Foggia) |

|             |           |  |
| Colombo 28’ | Marcatori |  |

| Arbitro: | Barboni (Firenze) |

|  |           |                   |
|  | Marcatori | 49’ (aut.) Daolio |

| Arbitro: | Frasso (Capua) |

|              |           |           |
| Spagnolo 38’ | Marcatori | 78’ Lippi |

| Arbitro: | Giunti (Arezzo) |

|                                          |           |          |
| Boninsegna 11’, 57’ Andreuzza 20’ (aut.) | Marcatori | 27’ Sega |

### Girone 5
| Squadra      | P.ti | G | V | N | P | GF | GS | DR |
| ------------ | ---- | - | - | - | - | -- | -- | -- |
| 1. Cesena    | 6    | 4 | 2 | 2 | 0 | 6  | 1  | +5 |
| 2. Catanzaro | 6    | 4 | 3 | 0 | 1 | 6  | 3  | +3 |
| 3. Torino    | 5    | 4 | 2 | 1 | 1 | 5  | 4  | +1 |
| 4. Reggina   | 2    | 4 | 1 | 0 | 3 | 2  | 6  | -4 |
| 5. Ternana   | 1    | 4 | 0 | 1 | 3 | 2  | 7  | -5 |

| Arbitro: | Ciacci (Firenze) |

|              |           |                         |
| Bonfanti 86’ | Marcatori | 8’ Rampanti 52’ Mozzini |

| Arbitro: | Torelli (Milano) |

|            |           |                    |
| Gritti 56’ | Marcatori | 80’ (rig.) Orlandi |

| Arbitro: | Porcelli (Lodi) |

|                         |           |  |
| Toschi 8’ Tombolato 14’ | Marcatori |  |

| Arbitro: | Casarin (Milano) |

|                        |           |           |
| Ferrini 68’ Pulici 83’ | Marcatori | 20’ Rossi |

| Arbitro: | Motta (Monza) |

|             |           |  |
| Ferrari 10’ | Marcatori |  |

| Torino 9 settembre 1973, ore 21:00 CEST 3ª giornata | Torino            | 0 – 0 referto | Cesena | Stadio Comunale\| Arbitro: \| R.Lattanzi (Roma) \| |
| Arbitro:                                            | R.Lattanzi (Roma) |               |        |                                                    |

| Arbitro: | V.Lattanzi (Roma) |

|                              |           |  |
| Braida 27’, 40’ Brignani 51’ | Marcatori |  |

| Arbitro: | Prati (Parma) |

|  |           |                       |
|  | Marcatori | 34’, 41’, 69’ Petrini |

| Arbitro: | Bernardis (Milano) |

|                      |           |         |
| Gori 60’ Banelli 65’ | Marcatori | 43’ Bui |

| Arbitro: | Marino (Taranto) |

|             |           |  |
| Filippi 38’ | Marcatori |  |

### Girone 6
| Squadra     | P.ti | G | V | N | P | GF | GS | DR |
| ----------- | ---- | - | - | - | - | -- | -- | -- |
| 1. Bologna  | 5    | 4 | 2 | 1 | 1 | 8  | 6  | +2 |
| 2. Napoli   | 5    | 4 | 2 | 1 | 1 | 7  | 5  | +2 |
| 3. Reggiana | 4    | 4 | 0 | 4 | 0 | 4  | 4  | 0  |
| 4. Avellino | 3    | 4 | 1 | 1 | 2 | 4  | 6  | -2 |
| 5. Genoa    | 2    | 4 | 1 | 1 | 2 | 3  | 5  | -2 |

| Arbitro: | Motta (Monza) |

|                            |           |                  |
| Savoldi 39’ Massimelli 87’ | Marcatori | 58’ (rig.) Corso |

| Arbitro: | Trono (Torino) |

|             |           |                 |
| Braglia 10’ | Marcatori | 45’ Passalacqua |

| Latina 2 settembre 1973, ore 17:30 CEST 2ª giornata | Avellino                  | 0 – 0 referto | Reggiana | Stadio Comunale \| Arbitro: \| Turiano (Reggio Calabria) \| |
| Arbitro:                                            | Turiano (Reggio Calabria) |               |          |                                                             |

| Arbitro: | R.Lattanzi (Roma) |

|                         |           |             |
| Clerici 52’ Juliano 67’ | Marcatori | 25’ Savoldi |

| Arbitro: | Serafino (Roma) |

|                                  |           |                        |
| Turchetto 2’, 72’ Roccotelli 62’ | Marcatori | 10’ Juliano 56’ Albano |

| Arbitro: | Branzoni (Pavia) |

|                |           |           |
| Passalacqua 1’ | Marcatori | 26’ Corso |

| Arbitro: | Busalacchi (Palermo) |

|                             |           |              |
| Ghetti 59’ Savoldi 82’, 88’ | Marcatori | 85’ Zucchini |

| Napoli 16 settembre 1973, ore 17:00 CEST 4ª giornata | Napoli | 2 – 0 (tav.) | Genoa |  |

| Arbitro: | Chiapponi (Livorno) |

|           |           |  |
| Corso 17’ | Marcatori |  |

| Arbitro: | Angonese (Mestre) |

|                               |           |                         |
| Zandoli 79’ (rig.) Monari 82’ | Marcatori | 50’ Savoldi 56’ Landini |

### Girone 7
| Squadra              | P.ti | G | V | N | P | GF | GS | DR |
| -------------------- | ---- | - | - | - | - | -- | -- | -- |
| 1. Atalanta          | 6    | 4 | 2 | 2 | 0 | 5  | 0  | +5 |
| 2. Brindisi          | 5    | 4 | 2 | 1 | 1 | 5  | 1  | +4 |
| 3. Lanerossi Vicenza | 5    | 4 | 2 | 1 | 1 | 5  | 5  | 0  |
| 4. Taranto           | 3    | 4 | 1 | 1 | 2 | 2  | 7  | -5 |
| 5. Cagliari          | 1    | 4 | 0 | 1 | 3 | 1  | 5  | -4 |

| Vicenza 29 agosto 1973, ore 21:00 CEST 1ª giornata | Lanerossi Vicenza | 0 – 0 referto | Atalanta | Stadio Romeo Menti\| Arbitro: \| Serafino (Roma) \| |
| Arbitro:                                           | Serafino (Roma)   |               |          |                                                     |

| Taranto 29 agosto 1973, ore 17:30 CEST 1ª giornata | Taranto                       | 0 – 0 referto | Cagliari | Stadio Salinella\| Arbitro: \| Mascali (Desenzano del Garda) \| |
| Arbitro:                                           | Mascali (Desenzano del Garda) |               |          |                                                                 |

| Arbitro: | Moretto (San Donà di Piave) |

|                                                          |           |  |
| Pellizzaro 40’ (rig.) Gattelli 57’, 75’ Mutti 66’ (aut.) | Marcatori |  |

| Arbitro: | Branzoni (Pavia) |

|                                 |           |  |
| Boccolini 35’, 44’ Fiorillo 61’ | Marcatori |  |

| Arbitro: | Cantelli (Firenze) |

|  |           |                          |
|  | Marcatori | 50’ Michesi 55’ Fiorillo |

| Arbitro: | Lazzaroni (Milano) |

|                                            |           |            |
| Sormani 42’ Reggiani 55’ (aut.) Vitali 87’ | Marcatori | 6’ Panozzo |

| Arbitro: | Calì (Roma) |

|               |           |  |
| Pellizzaro 2’ | Marcatori |  |

| Arbitro: | Martinelli (Catanzaro) |

|          |           |  |
| Majo 24’ | Marcatori |  |

| Brindisi 23 settembre 1973, ore 16:30 CEST 5ª giornata | Brindisi             | 0 – 0 referto | Atalanta | Stadio Comunale\| Arbitro: \| Barbaresco (Cormons) \| |
| Arbitro:                                               | Barbaresco (Cormons) |               |          |                                                       |

| Arbitro: | Porcelli (Lodi) |

|          |           |                                |
| Gori 40’ | Marcatori | 57’ Longoni 89’ (aut.) Poletti |

## Secondo turno
Il Milan parte dal secondo turno come detentore della Coppa Italia.

### Girone A
| Squadra     | P.ti | G | V | N | P | GF | GS | DR |
| ----------- | ---- | - | - | - | - | -- | -- | -- |
| 1. Bologna  | 9    | 6 | 4 | 1 | 1 | 10 | 5  | +5 |
| 2. Inter    | 8    | 6 | 4 | 0 | 2 | 7  | 5  | +2 |
| 3. Milan    | 5    | 6 | 2 | 1 | 3 | 8  | 8  | 0  |
| 4. Atalanta | 2    | 6 | 1 | 0 | 5 | 6  | 13 | -7 |

| Arbitro: | Toselli (Cormons) |

|             |           |  |
| Savoldi 69’ | Marcatori |  |

| Arbitro: | Levrero (Genova) |

|                         |           |  |
| Mazzola 62’ Mariani 81’ | Marcatori |  |

| Arbitro: | Ciulli (Roma) |

|             |           |                        |
| Carelli 58’ | Marcatori | 56’ Savoldi 81’ Ghetti |

| Arbitro: | Gussoni (Tradate) |

|  |           |                |
|  | Marcatori | 77’ Boninsegna |

| Arbitro: | Lenardon (Siena) |

|                       |           |              |
| Benetti 46’ Bigon 81’ | Marcatori | 23’ Vignando |

| Arbitro: | Agnolin (Bassano del Grappa) |

|                           |           |  |
| Massimelli 43’ Ghetti 89’ | Marcatori |  |

| Arbitro: | Martinelli (Catanzaro) |

|                        |           |                                                  |
| Divina 5’ Vianello 89’ | Marcatori | 3’ Chiarugi 21’ Rivera 52’ Bergamaschi 76’ Bigon |

| Arbitro: | Trono (Torino) |

|                            |           |            |
| Bertini 68’ Boninsegna 79’ | Marcatori | 3’ Savoldi |

| Arbitro: | Mascali (Desenzano del Garda) |

|           |           |  |
| Scirea 2’ | Marcatori |  |

| Arbitro: | Moretto (San Donà di Piave) |

|                   |           |               |
| Cresci 28’ (aut.) | Marcatori | 14’ Novellini |

| Arbitro: | Panzino (Catanzaro) |

|                                              |           |              |
| Ghetti 46’ Savoldi 51’ (rig.) Massimelli 76’ | Marcatori | 22’ Vignando |

| Arbitro: | Casarin (Milano) |

|                            |           |              |
| Mazzola 10’ Boninsegna 23’ | Marcatori | 56’ Sabadini |

### Girone B
| Squadra     | P.ti | G | V | N | P | GF | GS | DR |
| ----------- | ---- | - | - | - | - | -- | -- | -- |
| 1. Palermo  | 8    | 6 | 3 | 2 | 1 | 8  | 3  | +5 |
| 2. Juventus | 7    | 6 | 2 | 3 | 1 | 6  | 4  | +2 |
| 3. Cesena   | 5    | 6 | 1 | 3 | 2 | 5  | 7  | -2 |
| 4. Lazio    | 4    | 6 | 1 | 2 | 3 | 3  | 8  | -5 |

| Arbitro: | Picasso (Chiavari) |

|                         |           |               |
| Scungio 1’ Zaniboni 83’ | Marcatori | 62’ Chinaglia |

| Arbitro: | Gussoni (Tradate) |

|                          |           |  |
| Ballabio 21’ Barbana 87’ | Marcatori |  |

| Arbitro: | Barboni (Firenze) |

|               |           |          |
| Tombolato 50’ | Marcatori | 82’ Pepe |

| Roma 23 gennaio 1974, ore 14:30 CET 2ª giornata | Lazio              | 0 – 0 referto | Juventus | Stadio Olimpico\| Arbitro: \| Bernardis (Milano) \| |
| Arbitro:                                        | Bernardis (Milano) |               |          |                                                     |

| Arbitro: | V.Lattanzi (Roma) |

|             |           |            |
| Spinosi 36’ | Marcatori | 45’ Toschi |

| Arbitro: | Reggiani (Bologna) |

|                   |           |  |
| Viganò 14’ (aut.) | Marcatori |  |

| Arbitro: | Prati (Parma) |

|             |           |             |
| Anastasi 5’ | Marcatori | 55’ Buttini |

| Arbitro: | Cantelli (Firenze) |

|                      |           |              |
| Chinaglia 88’ (rig.) | Marcatori | 3’ Tombolato |

| Arbitro: | Lazzaroni (Milano) |

|                            |           |  |
| Bettega 1’, 55’ Causio 75’ | Marcatori |  |

| Arbitro: | Lenardon (Siena) |

|                             |           |  |
| Magistrelli 26’ Barbana 31’ | Marcatori |  |

| Arbitro: | Ciacci (Firenze) |

|  |           |              |
|  | Marcatori | 84’ Musiello |

| Arbitro: | Trono (Torino) |

|                             |           |  |
| Vanello 43’ Magistrelli 49’ | Marcatori |  |

## Finale
| Squadra 1 | Risultato       | Squadra 2 |
| --------- | --------------- | --------- |
| Bologna   | 1 - 1 (4-3 dcr) | Palermo   |

| Arbitro: | Gonella (Torino) |

| |                      | |
| Savoldi 90’ (rig.) | Marcatori            | 32’ Magistrelli |
| Bulgarelli Cresci Savoldi Novellini Pecci | Tiri di rigore 4 – 3 | Vanello Magistrelli Barbana Vullo Favalli |
| Sergio Buso Tazio Roversi Angelo Rimbano (76' Eraldo Pecci) Franco Battisodo Franco Cresci Ivan Gregori (46' Adriano Novellini) Pietro Ghetti Giacomo Bulgarelli Giuseppe Savoldi Roberto Vieri Fausto Landini | Formazioni           | Sergio Girardi Alessandro Zanin Aldo Cerantola Ignazio Arcoleo Dario Pighin Lorenzo Barlassina Erminio Favalli Arturo Ballabio (61' Salvatore Vullo) Sergio Magistrelli Sandro Vanello Giacomo La Rosa (46' Giorgio Barbana) |
| Bruno Pesaola | Allenatori           | Corrado Viciani |